# Бартонеллёз
Бартонеллёз (син. боле́знь Каррио́на) — тропическая инфекция, вызываемая бактерией Bartonella bacilliformis. Заболевание состоит из острой и хронической стадий. Протекает также в виде или лихорадки Оройя, или так называемой перуанской бородавки. Открыта и описана Даниелем Альсидесем Каррионом Гарсия, с чем связано второе название болезни. Нозология относится к группе забытых болезней.

## История

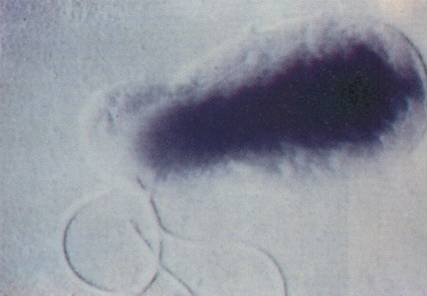
Bartonella — возбудитель бартонеллёза

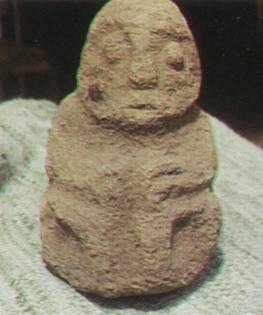
Хуако, найденное в Анкаше

Бартонеллёз был известен со времён инков. Многочисленные художественные представления на глине (так называемые «huacos»), изображающие эту болезнь, были найдены в эндемичных районах. Перуанский историк Инка Гарсиласо де ла Вега описал болезнь, сопровождавшуюся появлением бородавок, которую наблюдал у испанских солдат в Коакуэ, Эквадор, во время завоевания империи инков. Долгое время считалось, что болезнь эндемична только в Перу и что есть только одна форма этой болезни: «перуанская бородавка».
В 1875 году вспышка заболевания, характеризовавшегося лихорадкой и анемией, произошла в области строительства железнодорожной линии между Лимой и Оройя; по названию последнего болезнь получила название «лихорадка Оройя»
В августе 1885 года Даниэль Альсидес Каррион Гарсия, перуанский студент-медик, привил себе возбудителя бартонеллёза, взятого у больного перуанской бородавкой (Кармен Паредес) с помощью местного врача (Эваристо Чавес). Через три недели он описал классические симптомы острой фазы болезни, что позволило выявить общую этиологию этих двух заболеваний.
Каррион умер от бартонеллёза 5 октября 1885 года и был признан мучеником перуанской медицины. Его подвиг помнят до нашего времени, а день его смерти, 5 октября, в Перу отмечается как день перуанской медицины.
Перуанский микробиолог Альберто Бартон в 1905 году обнаружил в эритроцитах больных бартонеллёзом бактерию, ныне называемую Bartonella bacilliformis, и в 1909 году объявил об открытии этого инфекционного агента.

## Этиология и эпидемиология
Бартонеллёз вызывается протеобактерией Bartonella bacilliformis. Распространён в Перу, Эквадоре и Колумбии. Переносится москитами из рода Lutzomyia.

## Клиническая картина

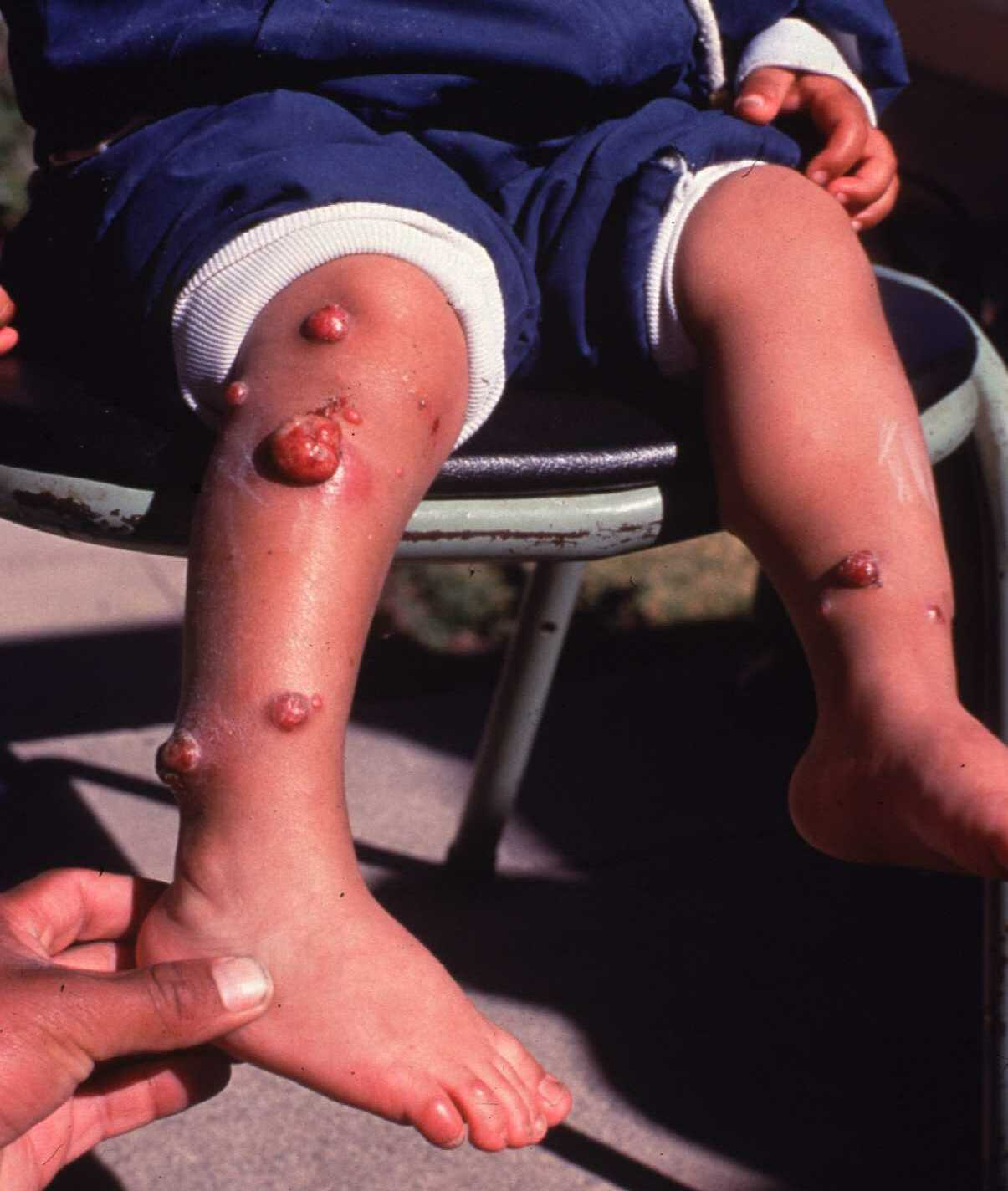
Перуанская бородавка

Инкубационный период длится 15—40 дней, то есть обычно около 3 недель, но может затягиваться до 3—4 месяцев.
В типичных случаях болезнь протекает двухфазно. В первой, острой фазе, называемой лихорадкой Оройя (не путать одноимённую фазу с заболеванием!), температура тела повышается до 39—40 °С и остаётся на этом уровне 10—30 дней, затем медленно снижается. Лихорадка сопровождается выраженными явлениями интоксикации, ознобом, проливным потом. Отмечаются сильная головная боль, костные, суставные и мышечные боли, общее недомогание, бессонница, бред или апатия, снижение аппетита, тошнота, рвота. На коже появляются кровоизлияния, печень и селезёнка увеличены, возможна желтуха.
При тяжёлом течении болезни в 30 % случаев больные не доживают до хронической стадии; при благоприятном течении наступает бессимптомная фаза, которая через 3—6 месяцев может переходить в форму кожных высыпаний (бугорки, пятна, мелкие легкокровоточащие узелки, подкожные узлы), называемую перуанской бородавкой (не путать одноимённую фазу с заболеванием!). Последняя длится обычно 2—3 месяца.

### Лихорадка Оройя
Самостоятельное заболевание, сопровождающееся генерализированными васкулитами, эндокардитом и анемией. Инкубационный период — 3 недели. Болезнь начинается с анорексии, озноба и нарушения сознания. Температура повышается до 38°-40°С. Позднее присоединяются миалгии, суставные боли, одышка, боли в груди и бессонница. Развиваются лимфаденит и желтуха. Часто развивается тяжёлая анемия и эндокардит. Если не лечить болезнь, летальность составит 40 %, а при наличии сопутствующих инфекций может доходить до 90 %.

### Перуанская бородавка
Хроническое заболевание с гранулёматозными кожными высыпаниями (полиморфные красно-пурпурные жёсткие узлы, иногда напоминающие саркому Капоши, образованные разрастаниями капилляров и иногда содержащие возбудитель). Самостоятельное заболевание, которое может также проявляться после длительного латентного периода или острой стадии болезни. Образования чаще всего наблюдают на кожных покровах, но они могут появляться и на слизистых оболочках и существовать от 1—2 месяцев до нескольких лет.

## Диагностика
- Выделение возбудителя.
- Биопсия с последующей микроскопией биопсийного материала (ткани кожных узелков, лимфатических узлов или внутренних органов), импрегнированного серебром.
- Серологические методы.

## Лечение
Этиотропная терапия бартонеллёза включает применение антибиотиков: левомицетин по 0,5 г 3-4 раза в сутки; стрептомицин внутримышечно по 0,5-1,0 г в сутки; тетрациклины (природные или полусинтетические) по 0,2 г 4 раза в сутки.
В острой фазе бартонеллёза и при лихорадке Оройя высокоэффективен новарсенол внутривенно по 0,3-0,45 г однократно каждые 3-4 дня. В последние годы при данном заболевании всё чаще назначают фторхинолоны: таривид или ципрофлоксацин по 200 мг 2 раза в сутки внутривенно капельно (3-5 дней) с последующим переходом на пероральный приём (7-10 дней). Проводят также активную дезинтоксикационную и антианемическую (включая гемотрансфузии) терапию, назначают гепатопротекторы, высокие дозы витаминов E, С, B9, B12, антигипоксанты и предшественники макроэргов (цитохром c, цито-МАК и др.).
Наружное лечение существенной роли при бартонеллёзе не играет. При присоединении вторичной инфекции могут быть использованы антисептики, мази с антибиотиками, для ускорения заживления язв, эрозий — репаранты, протеолитические ферменты.

## Профилактика
Уничтожение москитов на эндемичной территории. В качестве личной профилактики необходимы защита помещений от залёта москитов и предохранение от их укусов с помощью репеллентов. Меры иммунопрофилактики не разработаны.